# Centre hospitalier universitaire de Besançon
 (juillet 2019).
Si vous disposez d'ouvrages ou d'articles de référence ou si vous connaissez des sites web de qualité traitant du thème abordé ici, merci de compléter l'article en donnant les références utiles à sa vérifiabilité et en les liant à la section « Notes et références ».
Le centre hospitalier universitaire (CHU) de Besançon est un centre hospitalier universitaire français situé à Besançon.
Il dispose d’une capacité d’accueil de 1 400 lits et places d’hospitalisation. L’établissement compte 7 200 agents, personnels médicaux et non médicaux, ce qui fait de lui le plus gros employeur de la ville de Besançon.
Le centre hospitalier et universitaire de Besançon assure des missions de soins, d'enseignement et de recherche. Ancré dans son rôle de recours, le CHU conduit une politique de partenariat avec les établissements de la région et les autres CHU, en particulier celui de Dijon.
Depuis le 1er juillet 2016, le CHU de Besançon est également l’établissement support du groupement hospitalier de territoire (GHT) Centre Franche-Comté qui comprend actuellement douze établissements.
L’établissement est implanté sur plusieurs sites : l’hôpital Jean-Minjoz situé au cœur du pôle de santé, l’hôpital Saint-Jacques au centre-ville et l’Institut de formation de professions de santé (IFPS) aux Tilleroyes.

## Historique
L'édifice Jean-Minjoz fut bâti à partir de la fin des années 1970, et inauguré en 1982, avec pour objectifs la remontée des services situés à l'hôpital Saint-Jacques du centre-ville. Le transfert des services encore situés de Saint-Jacques a débuté en 2012 et doit se terminer à l'horizon 2026.  Il porte le nom d'un ancien maire de Besançon, Jean Minjoz (1904-1987), et fut ouvert en 1983.

## Les sites du CHU

### Hôpital Jean-Minjoz
En janvier 1984, l’hôpital Jean-Minjoz ouvre ses portes sur le site des Hauts de Chazal au cœur du pôle santé. Il porte ce nom en hommage à Jean Minjoz (1904-1987) qui fut maire de la ville de Besançon durant 35 ans. L’objectif à horizon 2026 est de réintégrer sur ce site unique l’ensemble des activités.

### Hôpital Saint-Jacques
L’année 1966 marque la création juridique du centre hospitalier universitaire (CHU) de Besançon.
Depuis octobre 2012, les services cliniques de l'hôpital Saint-Jacques ont été transférés à l'hôpital Jean-Minjoz à l'exception des services d'hospitalisation de psychiatrie, des explorations du sommeil ainsi que les unités de médecine légale. Le transfert des services encore situés à Saint-Jacques doit se terminer à l'horizon 2021 pour les services administratifs et 2026 pour les  derniers services cliniques encore présents (psychiatrie, explorations du sommeil et médecine légale).
Un processus de vente du site Saint Jacques à la Société Publique locale Territoire 25 est par ailleurs engagé et a fait l'objet d'une promesse de vente signée le 15 mai 2023. 

### Les Tilleroyes
Il s'agit d'un Institut de formation de professions de santé (IFPS) avec un centre de réadaptation.

## Organisation et équipement

Agrandissements successifs de l'hôpital Jean-Minjoz.

Le CHU de Besançon est organisé en 4 pôles administratifs et 13 pôles cliniques et médico-techniques.
Le bâtiment se divise lui-même en plusieurs bâtiments : le bâtiment gris (type hôpital-bloc), le plus ancien historiquement, il contient la plupart des services ainsi que les blocs opératoires dans ses sous sols. 
Le bâtiment orange regroupe les services du pole coeur poumon (cardiologie, pneumologie, endocrinologie). 
Les bâtiments bleus et verts (type monospace hospitalier, qui contiennent la gynécologie, la pédiatrie, la cancérologie), qui ont été construits dans les années 2010 en raison de travaux dans le bâtiment gris obligeant temporairement certains services à se délocaliser. 
L'hôpital de jour est quant à lui disséminé un peu partout dans l'hôpital, il sert à l'administration de biothérapies pour les maladies inflammatoires ou les cancers, à la réalisation de biopsies rénales, au traitement ambulatoire de pathologies chroniques... 
Le CHU comporte également un annexe qu'est la maison des familles, permettant aux familles des patients d'être hébergées pour quelques jours si elles le souhaitent, afin d'être plus proche de ceux-ci.
Le service des urgences est le même que dans tous les hôpitaux, à l'exception des urgences traumatologiques, service entièrement à part situé à côté des urgences médicales, et gérées par les chirurgiens et internes en orthopédie, ainsi que quelques externes.
Les autres services d'urgences sont les urgences chirurgicales, les urgences pédiatriques, les urgences gynécologiques, les urgences psychiatriques, les urgences ophtalmologiques, particularité bisontine également, assurée uniquement par les médecins et internes en ophtalmologie, et les urgences vitales.
À cela s'ajoute la réanimation médicale et la réanimation chirurgicale.
Un nouveau bâtiment est en construction pour accueillir le futur Centre de Soins Dentaires (CESD) qui doit ouvrir en septembre 2024 à proximité du bâtiment "orange" (travaux débutés à l'été 2023). De même, le chantier de construction du futur bâtiment de psychiatrie va débuter en 2024 pour une ouverture en 2026. 

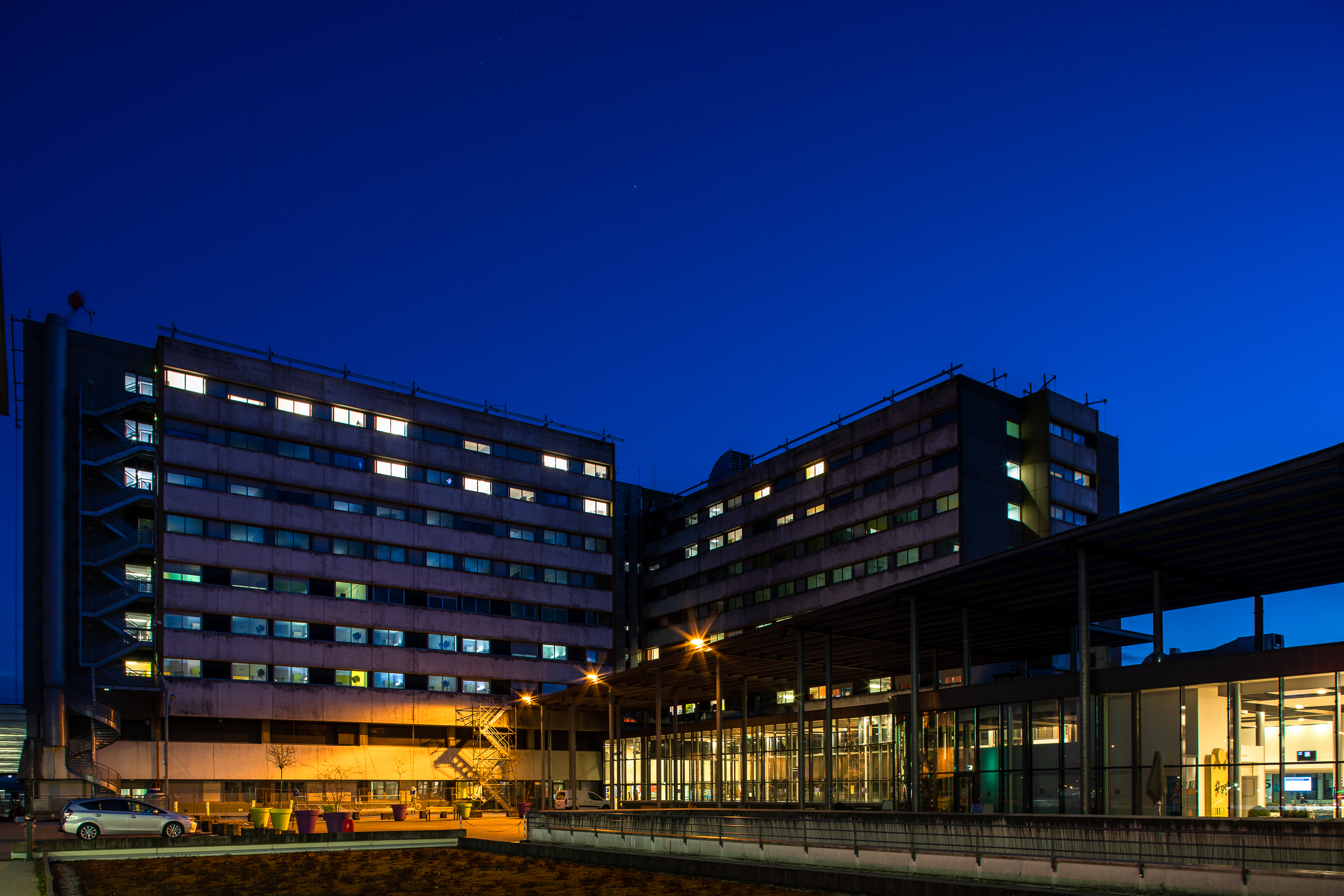
L'hôpital, de nuit.
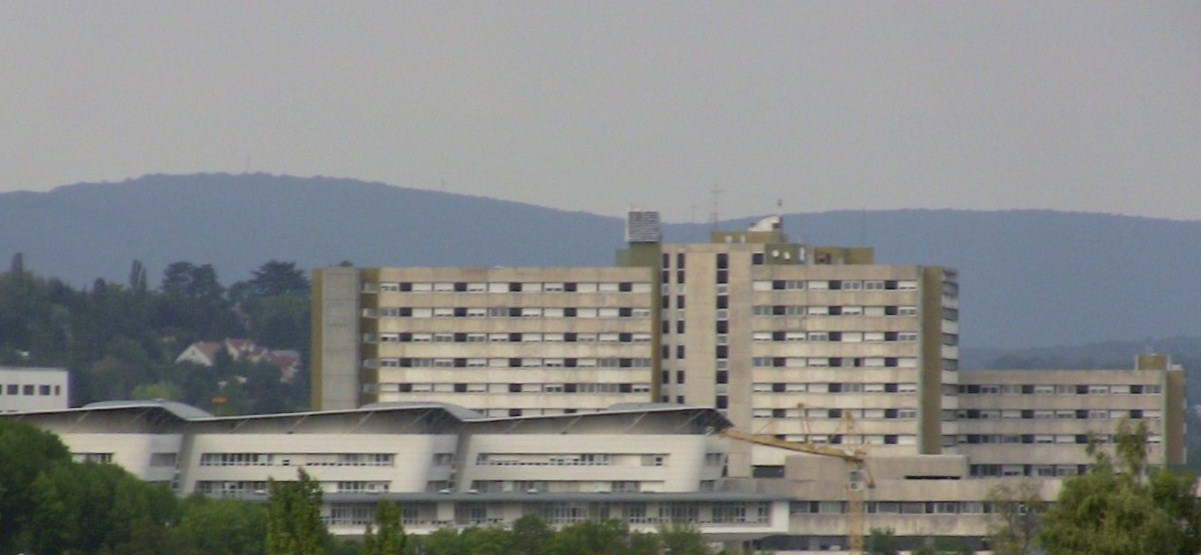
Vue générale.
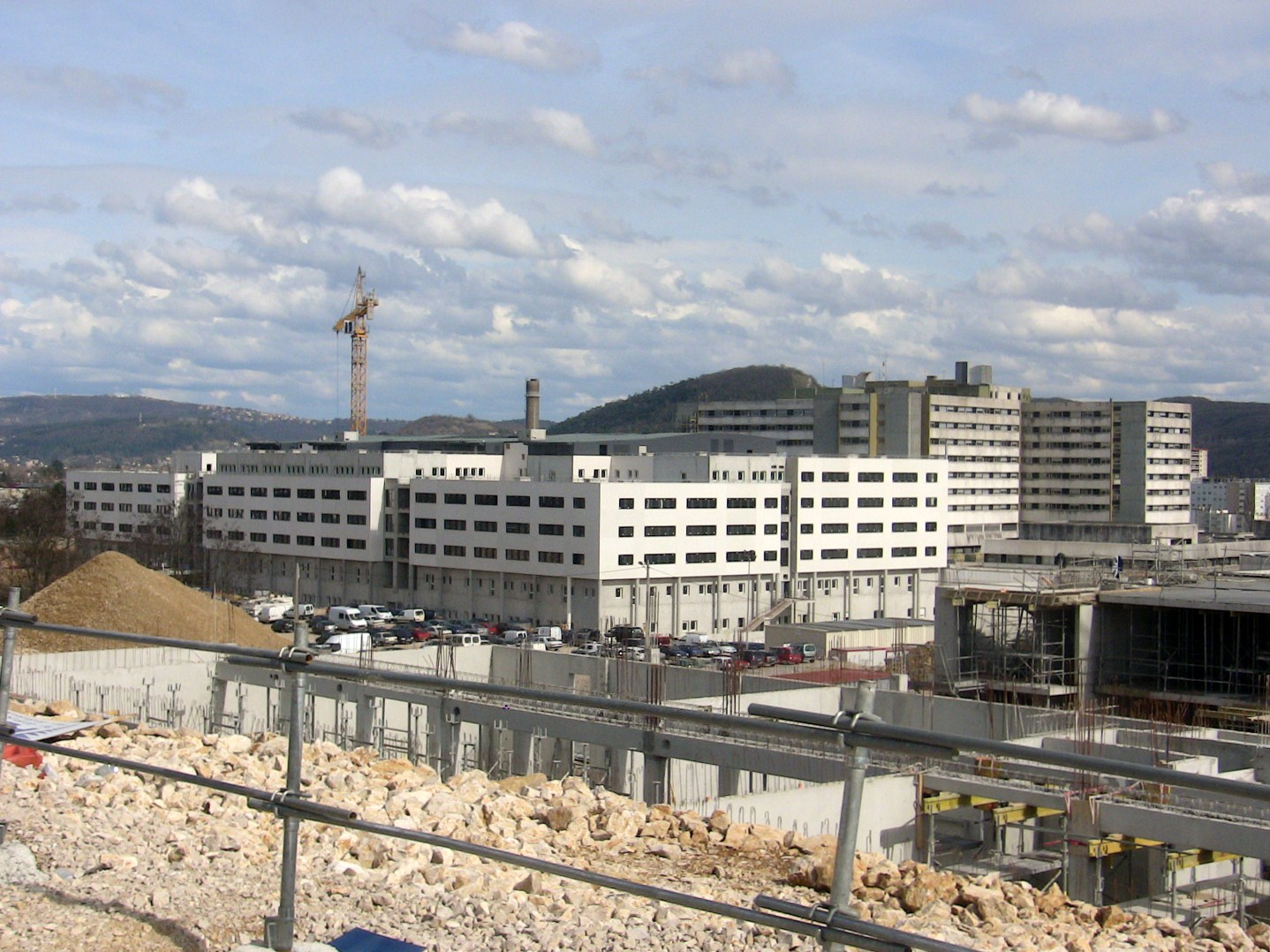
Chantier de construction des bâtiments des années 2010.
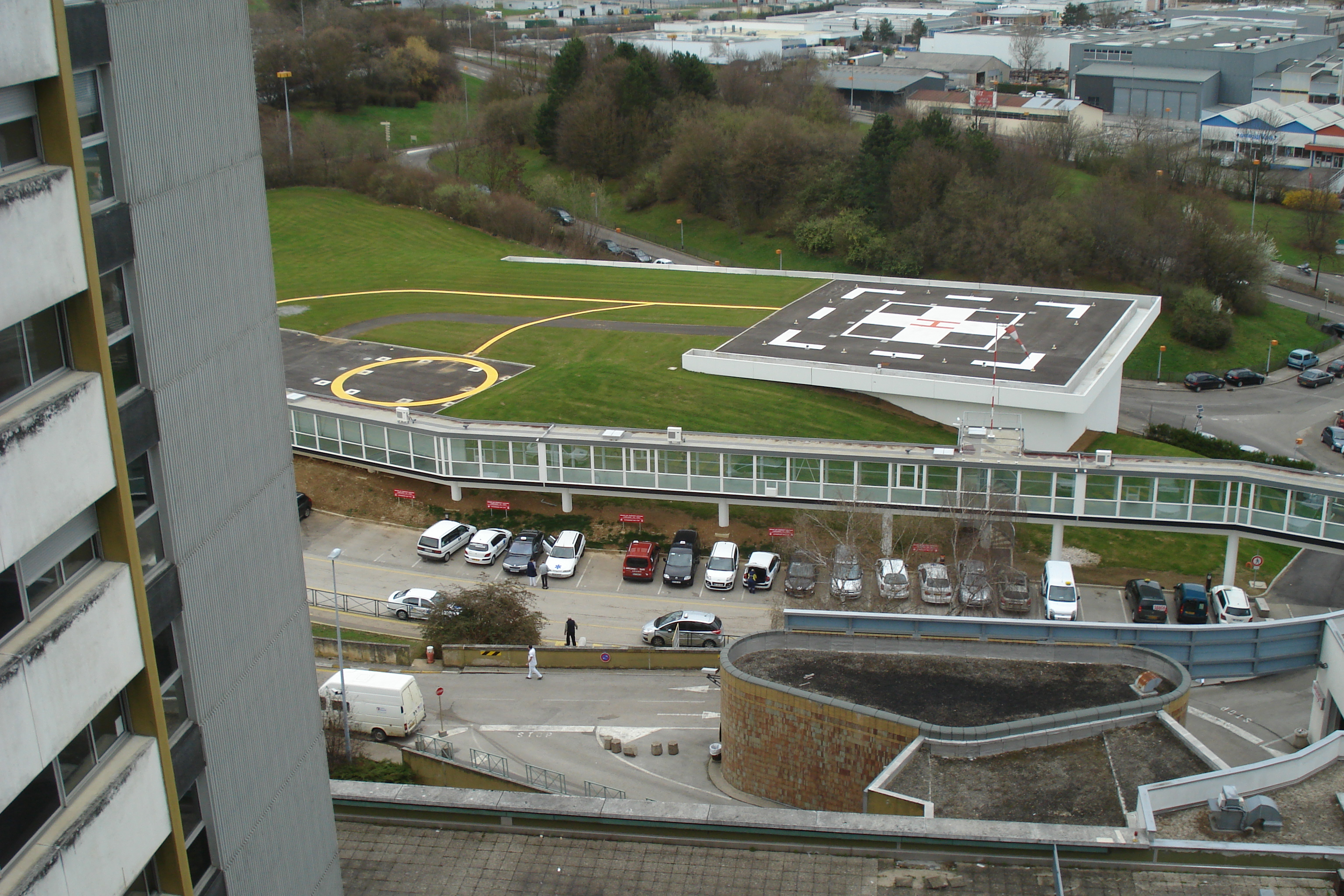
L'héliport.